# 대령
대령(大領 & 육군, 공군, 해병대 : Colonel & 해군, 해안경비대 : Captain) 또는 대좌(大佐)는 준장의 아래, 중령의 위인 군사 계급이다. 
공통적으로 대규모 부대 참모부를 총괄하는 참모장을 맡을 수 있는 최소한의 계급으로, 대한민국 국군 대령의 계급장은 대나무꽃 무늬 세 개이다. 
계급 정년 연령은 만 56세로, 십중팔구는 본 계급에서 하차한다.
- 육군 : 연대장, 부여단장.
- 해군 : 전함, 항공모함, 순양함, 잠수함 등 대형(3,000톤급 이상) 군함의 함장 또는 전대장. 해군작전사령부 참모장.
- 공군 : 전대장, 일부 단장. 
  - 조종 : 비행단 작전전대장급 - 부단장급.

## 계급장
- 대한민국 국군 계급장

| 영관 (領官) |             | 공통 | 육군 (포제 정장) | 육군 (포제 견장) | 육군 (금속제) | 해군 | 해병대 | 공군 |
| 영관 (領官) | 대령 (大領) |      |                  |                  |               |      |        |      |

## 나라별 OF-5 명칭

### 과거
- 대한제국
- 일본 제국 - 大佐 →대좌

### 현재
- 대한민국 - 대령(大領)
- 일본
  - 육상자위대 - 1等 陸佐(1등 육좌)→잇토우 리쿠사
  - 해상자위대 - 1等 海佐(1등 해좌)→잇토우 카이사
  - 항공자위대 - 1等 空佐(1등 공좌)→잇토우 쿠우사
- 조선민주주의인민공화국 - 대좌(大佐)
- 대만 - 大校 →대교
- 중국 - 大校 →대교
- 태국
  - พันโท →육군대령
  - นาวาโท →해군대령
  - นาวาอากาศโท →공군대령
- 프랑스
  - Lieutenant-colonel →육군, 공군, 국가헌병대대령
  - Capitaine de frégate →해군대령
- 미국
  - Colonel →육군, 공군, 해병대, 우주군 대령
  - Captain →해군, 해안경비대 대령
- 영국
  - Lieutenant Colonel →육군, 해병대대령
  - Commander →해군대령
  - Wing Commander →공군대령
- 독일
  - 육군, 공군 : 대령(Oberst)→오버스트
  - 해군 : 대령(Kapitän zur See)→카피텐 주어 시